# Violet UK
Violet UK（バイオレット・ユーケー）は、ミュージシャンであるYOSHIKIが率いる音楽プロジェクト。
プロジェクト名は「イエロー・ブラック・ホワイト・レッドなどの肌の色や人種を超えた」、「怒りの赤と哀しみの青を混ぜた色」のvioletと、地下 (Underground) に潜行して行動を起す、反体制的・前衛的・先駆的な領域 (Kingdom) という意味で用いたUK (Underground Kingdom) に由来する。音楽性について当初はトリップホップの影響が強かったものの、1999年以降はトリップホップを基盤にしつつも、ロックやパンクの色彩が強まったとYOSHIKIは2003年の雑誌インタビューで説明している。
当初はバンドのようにメンバーを固定しておらず、2010年にケイティ・フィッツジェラルドが固定ボーカリストになるまでは、楽曲ごとに異なるボーカリストが担当していた。

## 来歴

### 1991 - 2005年: プロジェクトの構想からデビューまで

Violet UKのロゴ。

1991年4月に、YOSHIKIがロサンゼルスでX（現在のX JAPAN）の3作目のアルバム『Jealousy』をレコーディングしていたときに、バンド・サウンドの枠を超えたプロジェクトとしてこの構想が生まれた。当初は、ミック・カーンとジェーン・チャイルドとグループ「Violet」を組んでセッションをしていた。アシスタントとしてI.N.Aも参加していた。1993年にYOSHIKI名義のシングルとしてでリリースされた「Amethyst」は、Violet UKのために制作された楽曲のクラシック・アレンジ作品である。
1995年に「デザイン集団としてのViolet UK」の作品として、ニューヨークのマディソン・スクエアにオブジェ「VIOLET ROSE」を設置した。「1996年初頭に第1弾シングル発売」の情報があった。1998年には映画『イン・ゴッズ・ハンズ』に「Sane」を提供したが、同年のhideの急逝によりYOSHIKIが精神的に落ち込み制作活動が中断された。
2000年にYOSHIKIが活動を再開し、セブンイレブン・ジャパンの企業イメージCFに「Blind Dance」と「The Other Side」を提供した。この時点からギターも全部YOSHIKIが弾き、ドラムは「バンドマンの演奏」ではなく「サンプリングの素材」として録音し、ベース・プログラミング・打ち込みもYOSHIKI自ら担当した。2002年には、12月3日と4日に東京国際フォーラムで開かれた『YOSHIKIシンフォニックコンサート2002 with 東京シティ・フィルハーモニック管弦楽団 featuring VIOLET UK』において、「7th (Unnamed Song)」、「Amethyst」、「Screaming Blue」、「Blind Dance」の4曲が、ドーターのボーカルによって披露された。
2005年に公式モバイルサイト「YOSHIKI mobile」やメディアに対して「2005年9月22日にデビューアルバムを発売」と公言していたものの、当日はiTunes StoreにViolet UK名義で「Sex and Religion (Test mix)」の1曲を配信してのデビューとなった。YOSHIKIは、この時点で既に制作された楽曲は300曲を超えており、レコーディングには12億円の費用を投じているという。

### 2006年 - 現在: フィッツジェラルドとSUGIZOの加入
2006年にYOSHIKIがニューヨーク在住の友人の要望を受け、ソーシャル・ネットワーキング・サービス「MySpace」上でViolet UKの音源を公開したところ、口コミだけでダウンロード数が約20万件に達した。2007年公開の映画『カタコンベ』の主題歌に「Blue Butterfly」を、2009年公開の映画『REPO! レポ』と『GOEMON』にそれぞれ「God Bless You」と「Rosa」を主題歌として提供した。2008年3月29日と30日に開かれたX JAPANの東京ドーム公演『攻撃再開 2008 I.V.〜破滅に向かって〜』にゲスト出演し、ファッション・ブランド「h.NAOTO」のファッション・ショーと同時に「City of Devils」を演奏した。
2011年2月、参加ボーカリストの1人であったケイティ・フィッツジェラルドと、新たにギタリストのSUGIZOが固定メンバーとして加入したことを発表した。また、同年3月6日に国立代々木競技場にて行われたファッション・ショー『ASIA GIRLS EXPLOSION』にて単独名義・ワンマンとしては初のライブ・パフォーマンスを行った。

## メンバー

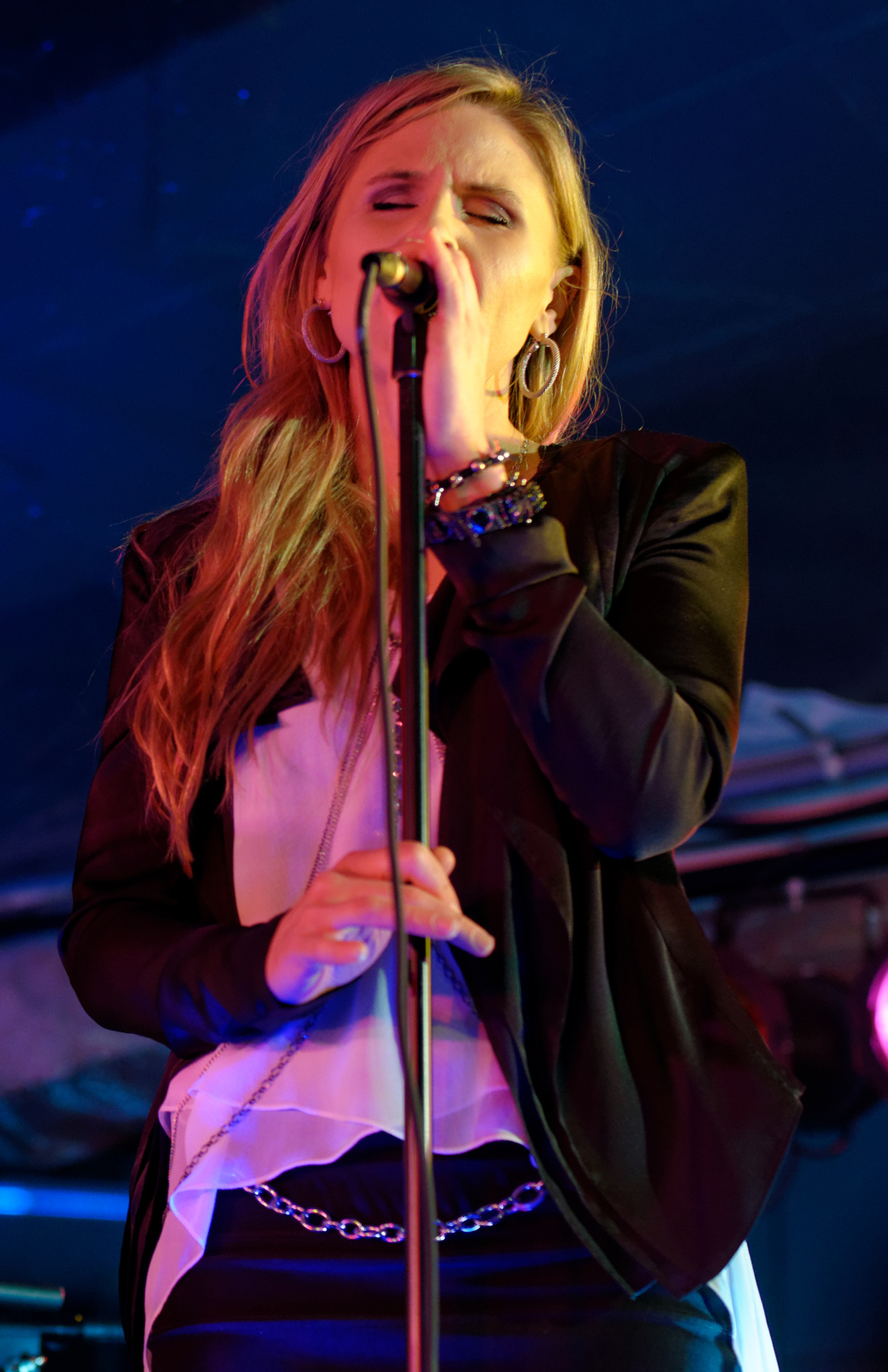
ボーカリストのケイティ・フィッツジェラルド（2014年）。

- YOSHIKI - ドラムス、ピアノ、キーボード、ギター、ベース、マニピュレーター、バンドリーダー（1991年 - 現在）
- ケイティ・フィッツジェラルド (Katie Fizgerrald) - リード・ボーカル（2009年 - 現在）
- SUGIZO - ギター（2011年 - 現在）

### 旧メンバー
- ニーナ・バーグマン (Nina Bergman) - リード・ボーカル（「Blue Butterfly」）
- ドーター (Daughter) - リード・ボーカル（「Unnamed Song」「Screaming Blue」）
- ナタリー (Natalie) - リード・ボーカル（「Sex and Religion」）
- ニコール・シャージンガー - リード・ボーカル（「I'll Be Your Love」英語バージョン）
- サラ・ウォーレス (Sara Wallace) - リード・ボーカル（「The Other Side」）

## ディスコグラフィ
シングル
- 「SEX & RELIGION (Test Mix) 」（2005年9月22日）デジタル配信
- 「Blue Butterfly」（2007年10月3日）デジタル配信
- 「ROSA ~Movie mix~」（2009年4月29日）デジタル配信

DVD
- 『YOSHIKI Symphonic Concert 2002 with Tokyo City Philharmonic Orchestra featuring Violet UK』（2005年3月30日）

### 未発表曲
ここでは存在が公表されながら発売に至っていない楽曲を記す。
- 「Amethyst」
- 「Angel」[15]
- 「Belladonna」[15]
- 「Blind Dance」（セブンイレブン・ジャパンの企業イメージCMに使用された）
- 「Blue and Blind」
- 「City Of Devils」（公式MySpaceでイントロとアウトロを配信。2008年のX JAPANの東京ドーム公演『攻撃再開 2008 I.V.〜破滅に向かって〜』ではフル・バージョンが披露された）
- 「Confusion」（セブンイレブン・ジャパンの企業イメージCMに使用された）
- 「EVE」[16]
- 「Fetish」[15]
- 「God Bless You」（2007年の映画『REPO! レポ』に提供された）
- 「Hero」
- 「Hollywood Black Sheep」[17]
- 「L'arme」[15]
- 「Mary Mona Lisa」（一部が公式MySpaceで配信された）
- 「Red Christmas」（YOSHIKI 「ETERNAL MELODY Ⅱ」にClassical Versionが収録）
- 「Red Rhapsody」（2014年2月19日に行われたYOSHIKIのライブ・イベント『Yoshiki Classical Live Performance and Special Announcement』で披露された）
- 「Sane」（1998年の映画『イン・ゴッズ・ハンズ』に提供された）[15]
- 「Screaming Blue」（YOSHIKI Symphonic Concert 2002 with Tokyo City Philharmonic Orchestra featuring Violet UKに収録）
- 「Sonnet 155」[15]
- 「The Other Side」[15]（セブンイレブン・ジャパンの企業イメージCMに使用された）
- 「VH-1」[15]
- 「VS-5」[15]